# Iniciační faktor

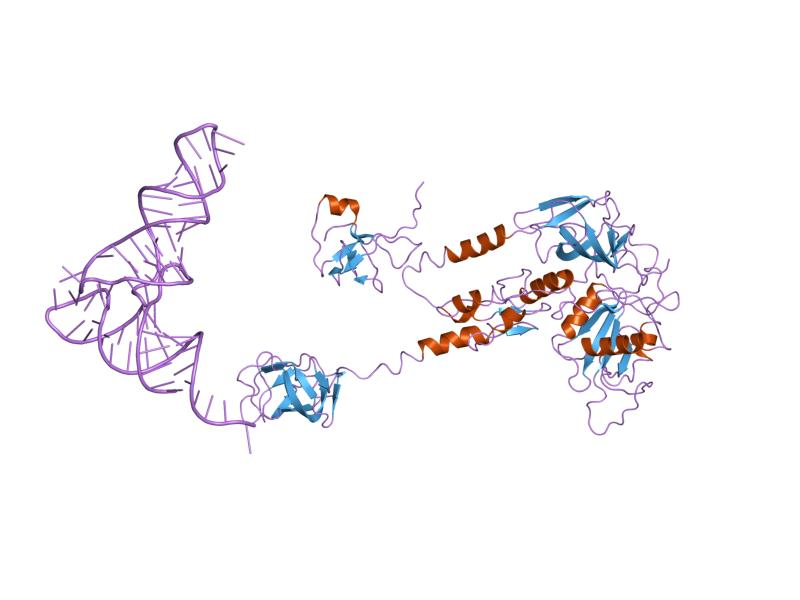
IF-1, IF-2 a iniciační tRNA ve společném komplexu (E. coli), na základě dat získaných mj. pomocí kryo-EM

Iniciační faktory (IF, resp. eIF u eukaryot) jsou cytoplazmatické proteiny, které se účastní tzv. iniciační fáze translace, tzn. spouští začátek výroby bílkoviny na ribozomu. Cílem iniciace je dostat do vzájemné blízkosti ribozomální podjednotky,iniciační tRNA (nesoucí methionin nebo formylnethionin) a AUG startkodon někde na začátku mRNA.

## Bakteriální IF
U bakterií se vyskytují tři základní iniciační faktory, IF-1, IF-2 a IF-3. IF-1 je bazický protein, který stimuluje zbylé dva iniciační faktory. IF-2 vzniká nejprve jako kyselý nestabilní protein (IF-2a), jenž je řízeně rozkládán na IF-2b. IF-2b váže GTP a chrání formylmethionin-tRNA před hydrolýzou, dále navozuje vazbu této tRNA do správného místa na 30S ribozomální podjednotce . Díky hydrolýze GTP na GDP se však také dále podílí na skládání obou podjednotek dohromady za vzniku bakteriálního ribozomu (70S). IF-3 se váže na prázdné ribozomy a způsobuje jejich disociaci na podjednotky, čímž zvyšuje dostupnost 30S podjednotek nutných pro iniciaci. Všechny tři iniciační faktory se tedy vážou na 30S podjednotku (poblíž 16S rRNA). Po navázání formylmethionin-tRNA se uvolní IF-3 a po připojení 50S podjednotky se uvolní i zbylé iniciační faktory.

## Eukaryotické IF
Eukaryotické organismy (např. lidé) mají nejméně deset iniciačních faktorů, označovaných zkratkou eIF. Patří k nim eIF-1, eIF-2, eIF-3, eIF-4A, eIF-4B, eIF-4C, eIF-4D, eIF-5, Co.eIF-2 a cap vázající protein. Z toho je zřejmé, že celý proces je poněkud komplikovanější. Již v úvodní fázi iniciace se váže na malou podjednotku faktor eIF-2a. Následně se další faktory vážou na poly(A) ocas na mRNA a posléze ji nasměrují k malé ribozomální podjednotce. K tomuto „preiniciačnímu“ komplexu se váže první tRNA na AUG startkodon a až tehdy se může přiložit i velká ribozomální podjednotka, což v podstatě znamená začátek elongace, další fáze translace.